# Wakefield (Michigan)
Wakefield is een plaats (city) in de Amerikaanse staat Michigan, en valt bestuurlijk gezien onder Gogebic County.

## Demografie
Bij de volkstelling in 2000 werd het aantal inwoners vastgesteld op 2085.
In 2006 is het aantal inwoners door het United States Census Bureau geschat op 1910, een daling van 175 (-8.4%).

## Geografie
Volgens het United States Census Bureau beslaat de plaats een oppervlakte van
22,0 km², waarvan 20,6 km² land en 1,4 km² water. Wakefield ligt op ongeveer 468 m boven zeeniveau.

## Plaatsen in de nabije omgeving
De onderstaande figuur toont nabijgelegen plaatsen in een straal van 36 km rond Wakefield.